# Lymantria kettlewelli
Lymantria kettlewelli este o specie de molii din genul Lymantria, familia Lymantriidae, descrisă de Collenette 1953 Conform Catalogue of Life specia Lymantria kettlewelli nu are subspecii cunoscute.